# Schapenkamp

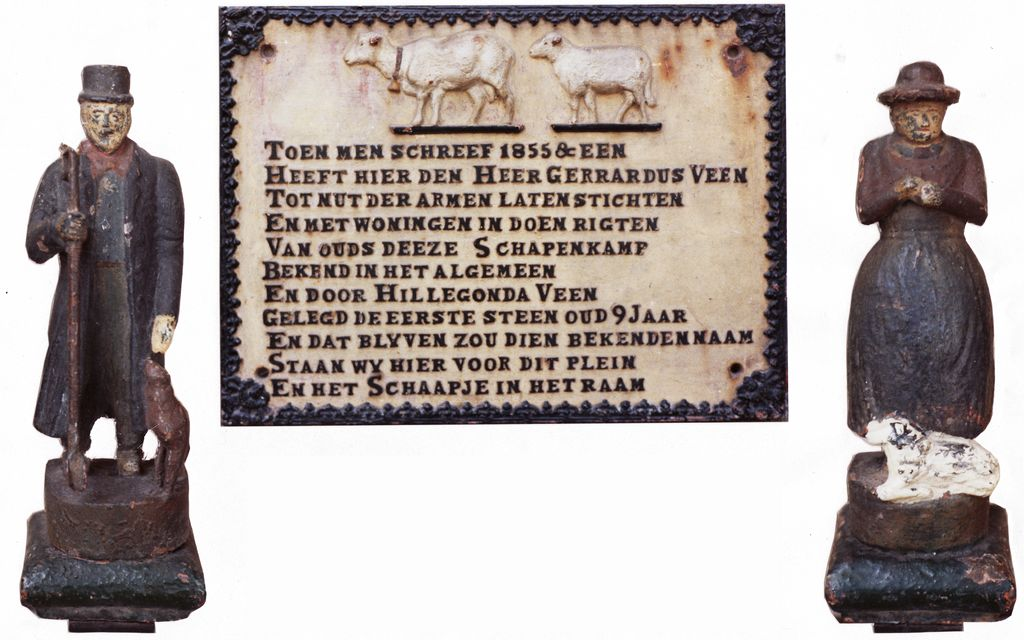
Plaquette en beeldjes

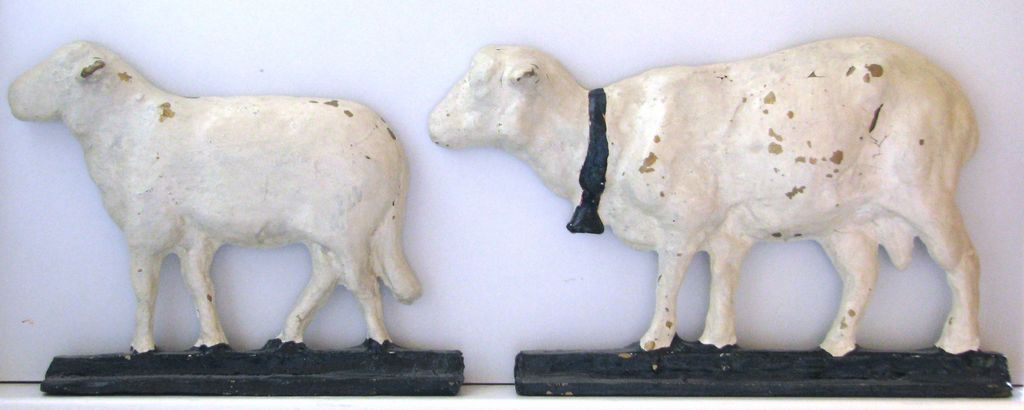
Lam en schaap

De Schapenkamp was een hofje in Hilversum dat de textielfabrikant Gerrit Veen (1797-1863) liet bouwen ten behoeve van de huisvesting van weduwen en wezen. De bouw kwam in 1856 gereed. Het hofje bestond uit 52 een- en tweekamerwoningen in een U-vorm aaneengebouwd. Op de binnenplaats stond een waterpomp en waren de gemakken. Uitzonderlijk was dat voor de stichting overheidssteun was verkregen in de vorm van vrijstelling van belasting gedurende twee jaar. 
De gietijzeren ramen van de woninkjes waren aan de binnenplaatszijde voorzien van de afbeelding van de lam en aan de buitenzijde van een schaap. In het gietijzeren bovenraam van de deur stond 'Gerrit Veen Frzn', 1856 en het huisnummer. Ook waren er gietijzeren plaquettes geplaatst die geflankeerd werden door twee gietijzeren beeldjes, voorstellende een schaapherder en een herderin.

## Oprichter
In het dorp Hilversum hielden vanaf de achttiende eeuw velen zich bezig met het spinnen en verweven van textielproducten. Deze werden in huisarbeid op kleine schaal gefabriceerd. Gerrit Veen brak hier mee en realiseerde rond 1848 naast zijn woning een grote ruimte met daarin weefgetouwen. Hij nam wevers in dienst en begon succesvol fabrieksmatig textiel te produceren. De sociaal bewogen Veen wilde rond 1855 iets doen voor de gemeenschap en kocht 'De Schapenkamp', een stuk grond waarop hij het hofje liet bouwen. 

## Afbraak
In 1866 werd het hofje overgedragen aan het armbestuur van de katholieke Sint-Vitus parochie. Het complex kreeg vervolgens een minder goede naam omdat er vanwege woningnood hele gezinnen werden onderbracht terwijl de woninkjes daar niet geschikt voor waren.
Toen er in 1935 een tunnel onder het spoor moest worden aangelegd kocht de gemeente het verloederde Schapenkamp om ruimte te maken voor de Beatrixtunnel. Met de opbrengst heeft men naast de St. Josephkerk een nieuw hofje met 21 woningen gebouwd. Dit kreeg de naam 'Veenshof'.

## Afbeeldingen

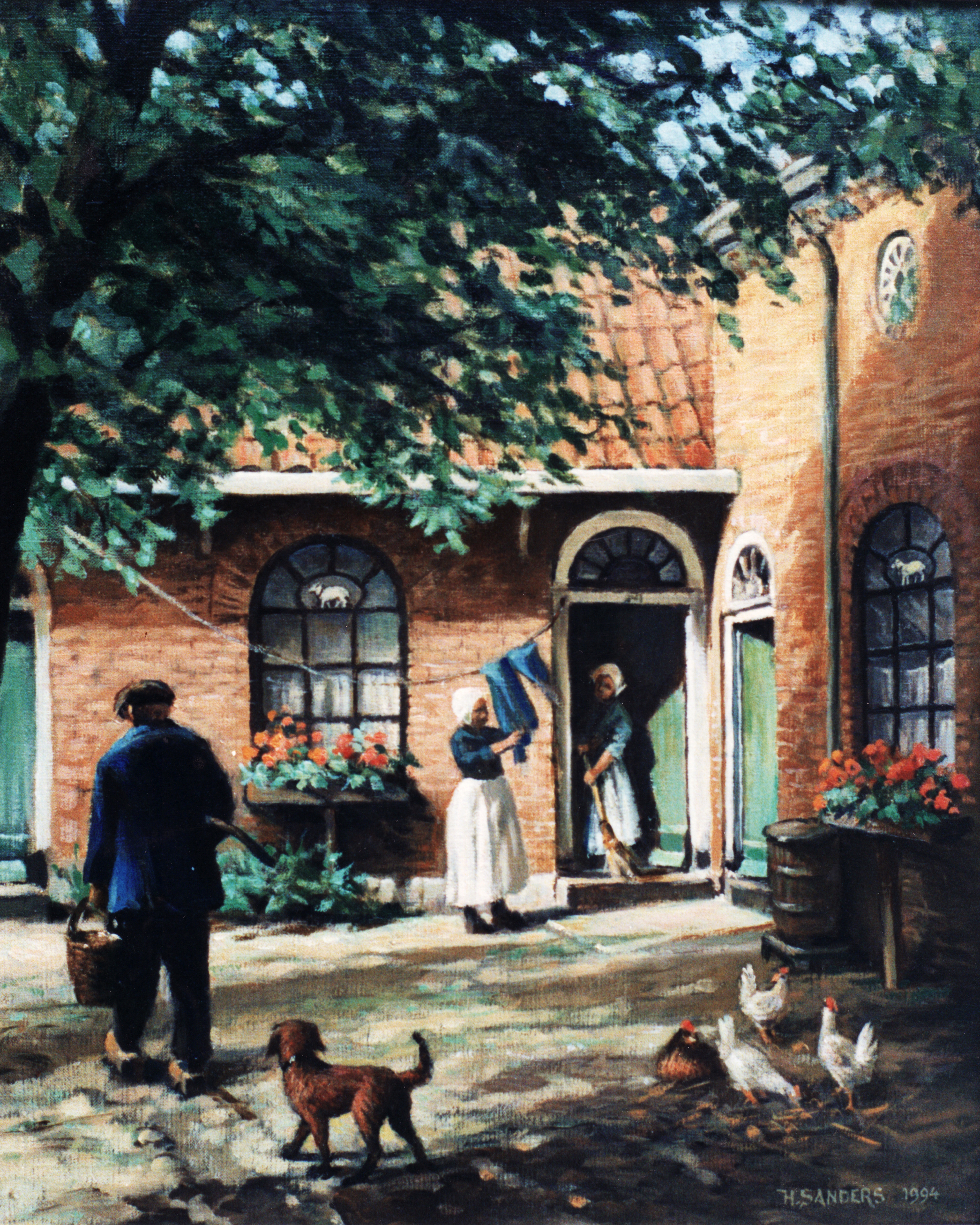
Schilderij Schapenkamp
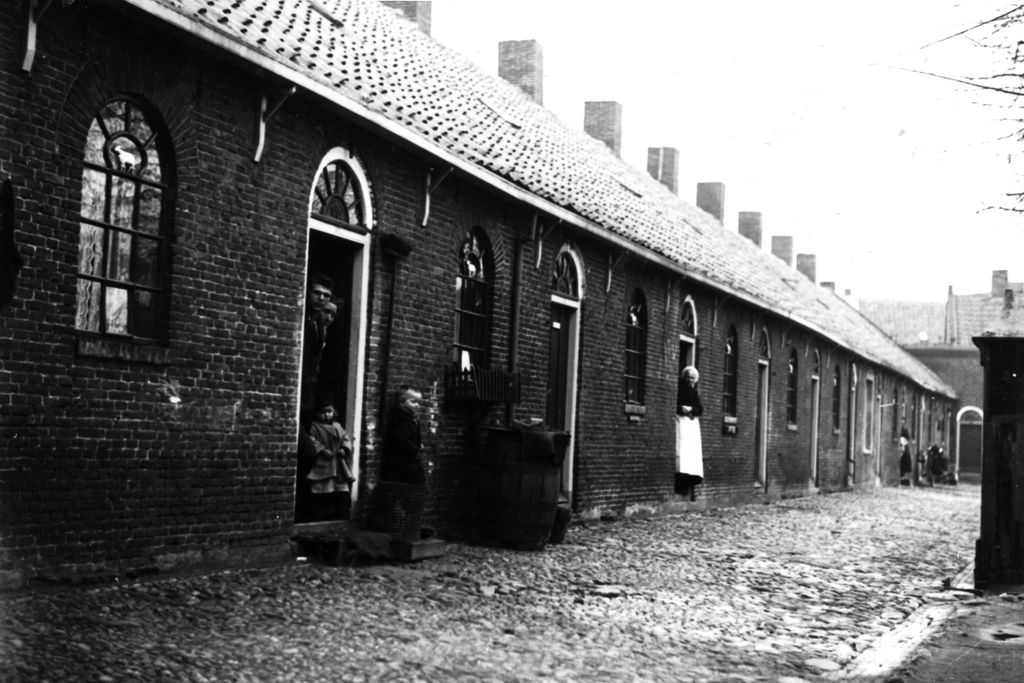
Schapenkamp. (Let op de ramen)
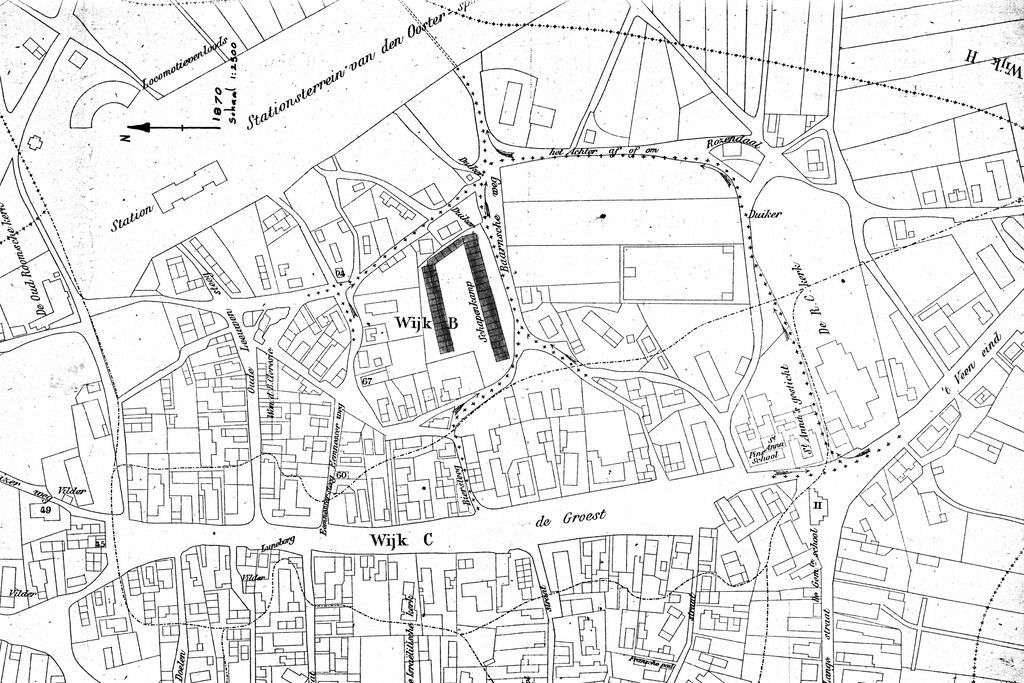
Hofje op plattegrond Hilversum van 1870
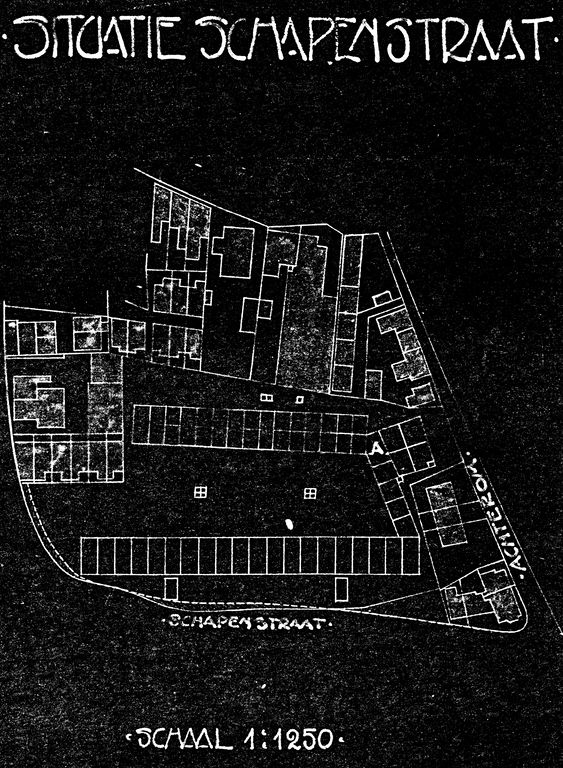
Situatieschets van het Schapenkamp in 1925
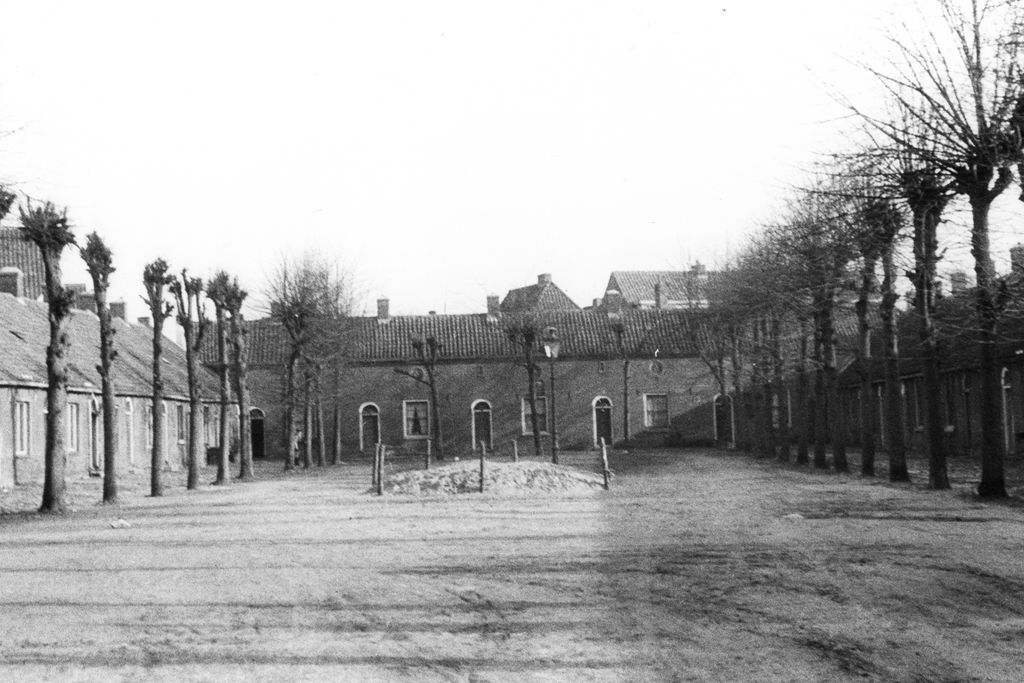
Schapenkamp voor de afbraak 1939
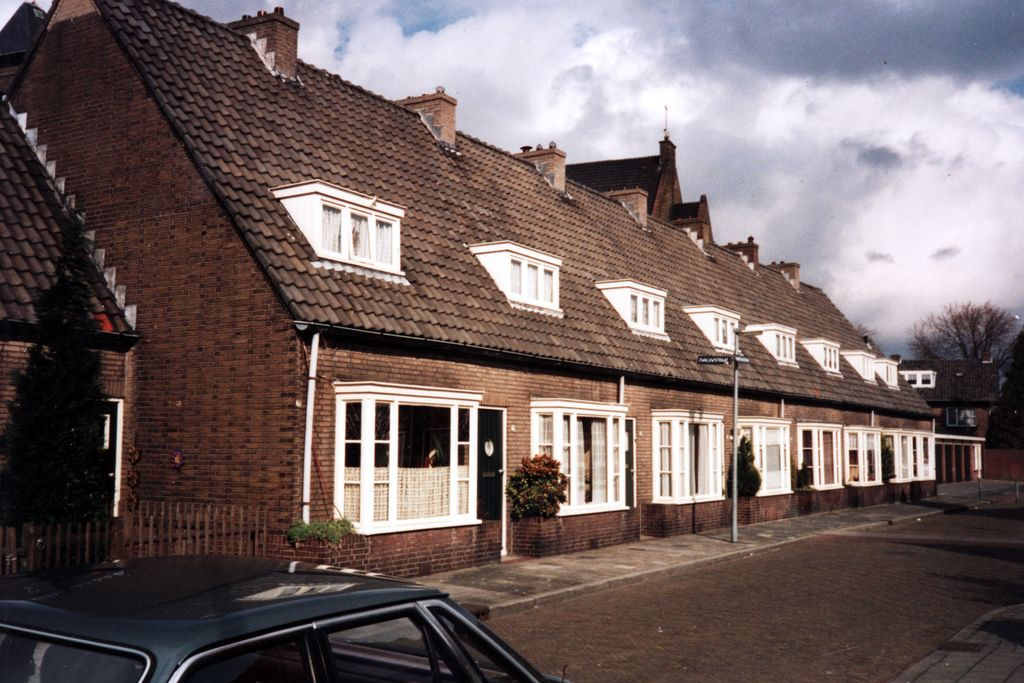
Veenshof in 1994